# Bérigny
Bérigny és un municipi francès situat al departament de la Manche i a la regió de Normandia. L'any 2007 tenia 364 habitants.

## Demografia

### Població
El 2007 la població de fet de Bérigny era de 364 persones. Hi havia 152 famílies de les quals 32 eren unipersonals (12 homes vivint sols i 20 dones vivint soles), 52 parelles sense fills, 56 parelles amb fills i 12 famílies monoparentals amb fills.
La població ha evolucionat segons el següent gràfic:
Habitants censats

### Habitatges
El 2007 hi havia 178 habitatges, 151 eren l'habitatge principal de la família, 15 eren segones residències i 12 estaven desocupats. 177 eren cases i 1 era un apartament. Dels 151 habitatges principals, 111 estaven ocupats pels seus propietaris, 34 estaven llogats i ocupats pels llogaters i 5 estaven cedits a títol gratuït; 2 tenien una cambra, 13 en tenien dues, 20 en tenien tres, 23 en tenien quatre i 92 en tenien cinc o més. 40 habitatges disposaven pel capbaix d'una plaça de pàrquing. A 60 habitatges hi havia un automòbil i a 78 n'hi havia dos o més.

### Piràmide de població
La piràmide de població per edats i sexe el 2009 era:
| Homes | Edats   | Dones |
| ----- | ------- | ----- |
| 0     | 95 o +  | 4     |
| 0     | 90 a 94 | 0     |
| 0     | 85 a 89 | 8     |
| 4     | 80 a 84 | 0     |
| 8     | 75 a 79 | 8     |
| 16    | 70 a 74 | 16    |
| 4     | 65 a 69 | 4     |
| 0     | 60 a 64 | 12    |
| 0     | 55 a 59 | 0     |
| 28    | 50 a 54 | 20    |
| 12    | 45 a 49 | 16    |
| 24    | 40 a 44 | 16    |
| 4     | 35 a 39 | 12    |
| 4     | 30 a 34 | 0     |
| 20    | 25 a 29 | 12    |
| 24    | 20 a 24 | 8     |
| 20    | 15 a 19 | 12    |
| 8     | 10 a 14 | 20    |
| 0     | 5 a 9   | 4     |
| 0     | 0 a 4   | 4     |

## Economia
El 2007 la població en edat de treballar era de 259 persones, 192 eren actives i 67 eren inactives. De les 192 persones actives 172 estaven ocupades (98 homes i 74 dones) i 20 estaven aturades (8 homes i 12 dones). De les 67 persones inactives 24 estaven jubilades, 22 estaven estudiant i 21 estaven classificades com a «altres inactius».

### Ingressos
El 2009 a Bérigny hi havia 163 unitats fiscals que integraven 389 persones, la mediana anual d'ingressos fiscals per persona era de 17.074 €.

### Activitats econòmiques
Dels 14 establiments que hi havia el 2007, 1 era d'una empresa alimentària, 5 d'empreses de construcció, 3 d'empreses de comerç i reparació d'automòbils, 2 d'empreses d'hostatgeria i restauració i 3 d'empreses de serveis.
Dels 3 establiments de servei als particulars que hi havia el 2009, 2 eren guixaires pintors i 1 fusteria.
L'únic establiment comercial que hi havia el 2009 era una fleca.
L'any 2000 a Bérigny hi havia 28 explotacions agrícoles que ocupaven un total de 1.026 hectàrees.

## Poblacions més properes
El següent diagrama mostra les poblacions més properes.